# 頗高
頗高（？—？），是周朝时期吳國的君主之一，為吳國第十六任君主，承襲父親轉擔任吳國君主。頗高死後，兒子句卑继位。